# Бонвиван
Бонвива́н (от фр. bon vivant; bon — добрый, хороший + vivant — живой, бойкий) — мужское амплуа, разновидность фата; молодой и легкомысленный обольститель, повеса с чертами самовлюблённости и кокетства (соответствующее амплуа у актрис называется инженю-кокетт). Сильно упрощённый архетип Дон Жуана; схожие типы в литературоведении — бульвардье и фланёры, бездумно разгуливающие в поисках приключений.
В обыденной русской речи бонвиван — это беспечный и богатый мужчина, живущий в своё удовольствие.
Появление амплуа в XIX веке было связано с жанрами салонной культуры (см. драма, салон) и водевиля, изредка типаж встречается в мелодраме.
В китайском театре ближайшим аналогом является «шань цзышен», «человек с веером в руке», легко обольщающий женщин.
В немецком театре термин нем. Bonvivant применяется в другом смысле — для обозначения наивного и влюблённого молодого человека, а также ценителя удовольствий (Genussmensch).